# غريغوري أ. بيترسون
غريغوري أ. بيترسون (بالإنجليزية: Gregory A. Peterson)‏ هو قاضي ومحامي أمريكي، ولد في 24 أغسطس 1946.